# Кисегач (станция)
Кисега́ч (по названию одноимённого озера, от баш. киҫеү и ағас либо тат. кисү и агач — «резать» и «дерево» соответственно) — обгонный пункт Челябинского отделения Южно-Уральской железной дороги на линии Златоуст — Челябинск. На станции 4 пути и 1 тупик.
Основана в 1892 году.
Станция имеет пассажирское значение, связана пригородными поездами с Челябинском, Миассом, Златоустом, Кропачёво.
Станция расположена в курортной зоне, в разъезде Кисегач города Чебаркуль. Близ станции расположены озёра Чебаркуль и Еловое, базы отдыха.